# Nigdy nie mów nigdy (film 2009)
Nigdy nie mów nigdy – polska komedia obyczajowa, której premiera odbyła się 6 października 2009.
Film promowała piosenka „Nigdy nie mów nigdy” wykonywana przez Annę Dąbrowską.
W przeciągu 31 dni emisji w polskich kinach obraz osiągnął przychód w kwocie 6 880 156 zł.

## Twórcy filmu
- Reżyseria: Wojciech Pacyna
- Scenariusz: Jerzy Niemczuk
- Zdjęcia: Jeremiasz Prokopowicz
- Muzyka: Piotr Domardzki
- Wybór piosenek: Robert Kozyra

## Obsada
- Anna Dereszowska − jako Ama Bilska
- Edyta Olszówka − jako Edyta, przyjaciółka Amy
- Jan Wieczorkowski − jako Marek Bek
- Anna Romantowska − jako matka Amy
- Damian Damięcki − jako ojciec Amy
- Tomasz Sapryk − jako Leon, szef i były mąż Amy
- Marieta Żukowska − jako Ewa, współpracownica Amy
- Kacper Gaduła-Zawratyński − jako Lenek, syn Edyty
- Robert Więckiewicz − jako Rafał
- Marek Kalita − jako ginekolog
- Monika Krzywkowska − jako pracownica ośrodka adopcyjnego
- Maria Mamona − jako pracownica ośrodka adopcyjnego
- Paweł Mossakowski − jako przedsiębiorca
- Wojciech Solarz − jako Radosław Suski
- Iwona Siemieniuk − jako opiekunka
- Magdalena Smalara − jako pracownica firmy
- Jowita Budnik − jako Psycholog prowadząca kurs
- Maria Gładkowska − jako szefowa schroniska dla zwierząt
- Krzysztof Kiersznowski − jako ochroniarz
- Katarzyna Gniewkowska − jako lekarka
- Sławomir Holland − jako kuzyn Amy
- Agnieszka Mandat − jako ciocia Amy
- Agnieszka Wosińska − jako Mania, ciotka Amy
- Jacek Braciak − jako adwokat Marka
- Marcin Korcz − jako chłopak w klubie
- Mariusz Zaniewski − jako kochanek Amy
- Marian Tchórznicki − jako sąsiad Amy

## Nagrody i nominacje
W 2009 film został nominowany do nagrody Złote Lwy.

## Informacje dodatkowe
- Okres zdjęciowy: 9 września – październik 2008
- Plenery: Warszawa